# Manila Commodity Exchange
Die Manila Commodity Exchange/Makati Commodity Exchange (MCX) ist eine Rohstoff- und Terminbörse mit Sitz in der Ayala Avenue in Makati, Philippinen. MCX hat derzeit 84 registrierte Mitglieder auf den Philippinen. MCX bietet eine Plattform für den Handel mit Rohstoffen, Terminkontrakten und Optionskontrakten auf verschiedene Basismetalle, Agrarrohstoffe, Energie und Währungen. Das monatliche Volumen aller Kontrakte beträgt rund 12,6 Millionen US-Dollar.